# Friedrich Christiansen

Kapitän Friedrich Christiansen, 1933

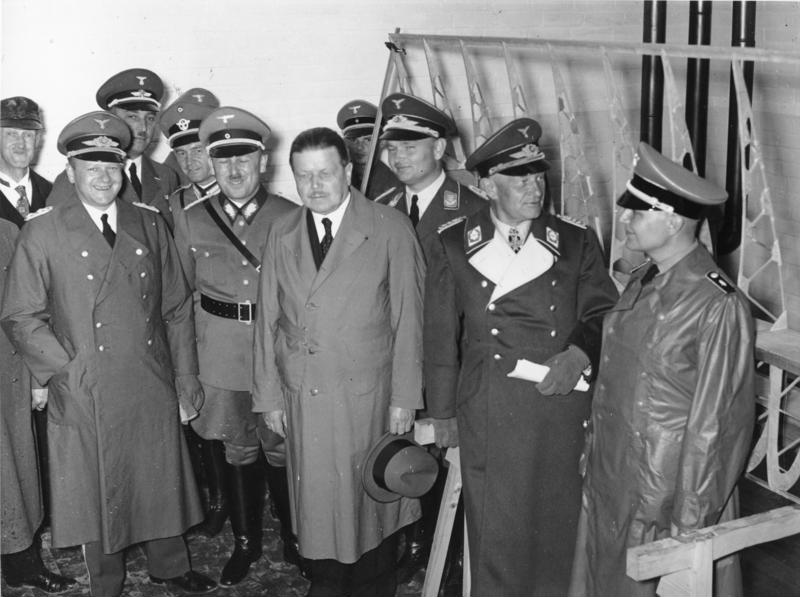
Friedrich Christiansen (2. v. r.) im Jahr 1937

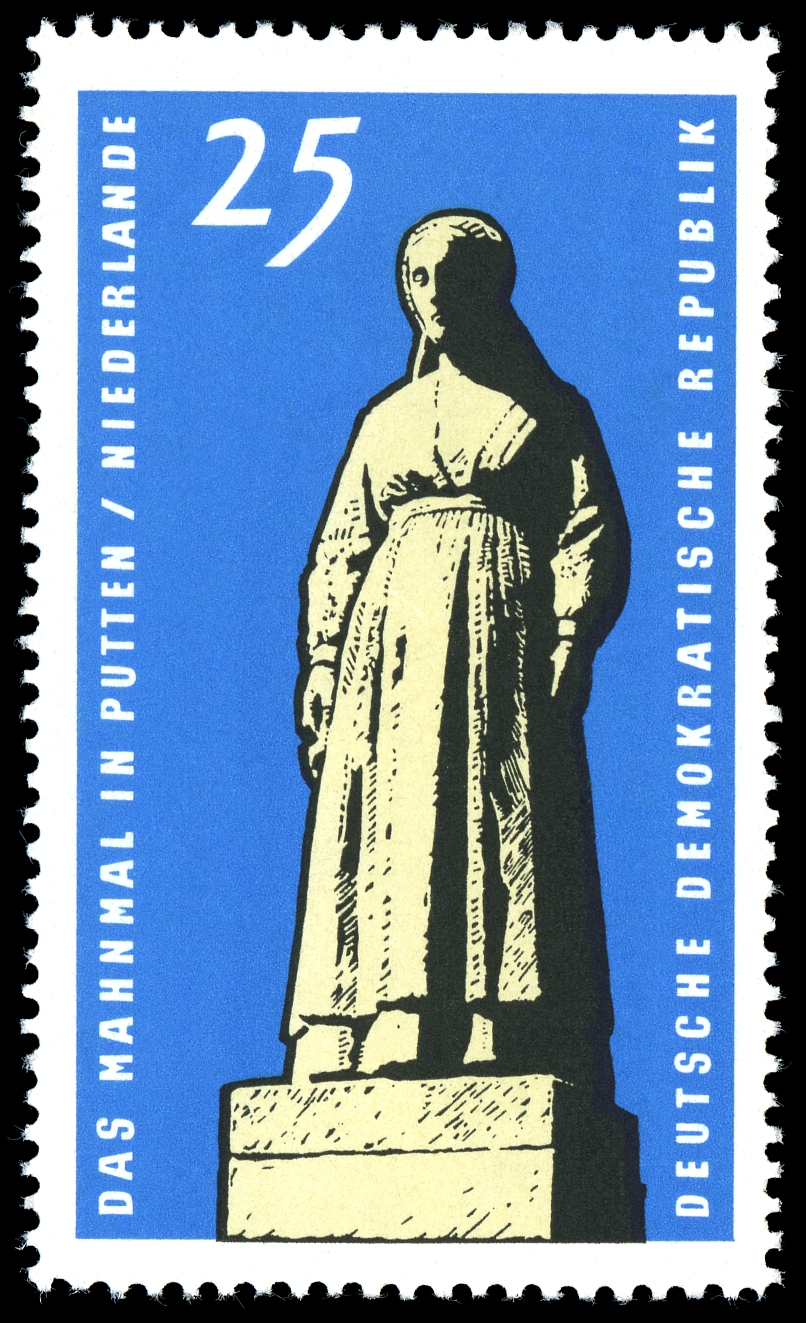
Zum Gedenken der Opfer in Putten wurde 1947 ein Denkmal errichtet, das 1949 von Königin Juliana feierlich enthüllt wurde, hier dargestellt auf einer Briefmarke der DDR von 1965

Friedrich Christiansen (* 12. Dezember 1879 in Wyk auf Föhr; † 3. Dezember 1972 in Aukrug) war ein deutscher General der Flieger sowie Wehrmachtbefehlshaber in den besetzten Niederlanden während des Zweiten Weltkriegs. Nach Kriegsende wurde er von einem niederländischen Sondergericht als Kriegsverbrecher zu zwölf Jahren Gefängnis verurteilt.

## Leben
Christiansen stammte aus einer alten Seefahrerfamilie und wurde zunächst Handelsschiffkapitän. Er besaß wie sein jüngerer Bruder Carl Christiansen das seemännische Patent als Kapitän für Große Fahrt. Unter anderem fuhr er als Zweiter Offizier auf der Preußen. Am 1. Oktober 1901 trat er der Kaiserlichen Marine bei, aus der er nach einjähriger Dienstzeit am 30. September 1902 als Reservist entlassen wurde. Am 27. März 1914 absolvierte er die Prüfung zum Piloten bei der Hanseatischen Flugschule von Karl Caspar und arbeitete danach als Fluglehrer. Er gehört somit zu den sogenannten Alten Adlern, d. h. den Flugzeugführern, die ihren Pilotenschein bereits vor dem Ersten Weltkrieg erworben haben.
Zu Beginn des Ersten Weltkriegs wurde Christiansen zur Marine einberufen und diente zunächst als Ausbilder bei der Seeflugstation Holtenau. Am 5. Januar 1915 versetzte man Christiansen als Seeflieger an die belgische Küste und beförderte ihn am 18. Februar 1916 zum Leutnant der Reserve der Matrosen-Artillerie sowie am 25. Juni 1917 zum Oberleutnant der Reserve. Ab 16. September 1917 fungierte Christiansen als Leiter der Seeflugstation Flandern I in Zeebrugge und dort auch Staffelführer. Dabei gelang ihm am 11. Dezember 1917 der Abschuss des britischen Luftschiffs C 27. Daraufhin verlieh ihm Kaiser Wilhelm II. nach insgesamt 440 Feindflügen am 11. Dezember 1917 den Pour le Mérite, den Christiansen dann im Großen Hauptquartier aus der Hand des Kaisers ausgehändigt bekam. Er war somit der erste Reserveoffizier der Marine, der die höchste preußische Tapferkeitsauszeichnung erhielt. Am 27. September 1918 wurde er zum Kapitänleutnant der Reserve der Matrosen-Artillerie befördert. Den Krieg beendete er mit 21 bestätigten Luftsiegen.
Nach der Novemberrevolution von 1918 gehörte er der 3. Marinebrigade unter Wilfried von Loewenfeld an und schied am 6. März 1919 aus dem Militärdienst aus.
Ab 1922 betätigte sich Christiansen erneut in der Handelsschifffahrt, bis er 1929 bei Claude Dornier beschäftigt wurde. Als Kommandant des Großflugboots Do X wurde er auch im Ausland bald bekannt, unter anderem bei der Amerikatour von 1931.
Schon zum 1. Dezember 1931 trat er der NSDAP bei (Mitgliedsnummer 800.471). Das und seine Auszeichnungen führten schließlich dazu, dass er von 1933 bis 1937 als Ministerialrat ins Reichsluftfahrtministerium berufen und 1936 zum Generalmajor befördert wurde. Im selben Jahr wurde er zum Kommandanten bzw. Inspekteur aller Fliegerschulen ernannt. 1937 wurde Christiansen Korpsführer des NS-Fliegerkorps und zum Generalleutnant befördert. Am 1. Januar 1939 wurde er – auf dem Höhepunkt seiner militärischen Karriere – zum General der Flieger ernannt.
Während des Zweiten Weltkriegs nach dem Westfeldzug war Christiansen vom 29. Mai 1940 bis zum 7. April 1945 Wehrmachtbefehlshaber in den von Deutschland besetzten Niederlanden und zugleich vom 10. November 1944 bis 28. Januar 1945 Oberbefehlshaber der dort eingesetzten 25. Armee.
Nach dem Krieg wurde Christiansen verhaftet und vom Sondergericht im niederländischen Arnheim in der Strafsache Putten am 12. August 1948 zu zwölf Jahren Gefängnis verurteilt: Er hatte nach Anschlägen auf die Wehrmacht am 2. Oktober 1944 befohlen, das niederländische Dorf Putten niederzubrennen und alle Männer des Dorfes im wehrfähigen Alter in das Lager Amersfoort und von dort in das Konzentrationslager Neuengamme zu deportieren. Daraufhin wurden 661 Männer aus Putten am 18. Oktober 1944 in dem KZ interniert und viele von ihnen in den darauffolgenden Wochen in verschiedene Außenlager transportiert. Nur 49 von ihnen überlebten. Die größte Gruppe der Männer aus Putten litt und starb in den Außenlagern Husum-Schwesing und Ladelund in Nordfriesland. Allein im KZ Ladelund starben 111 Männer aus Putten. Im Dezember 1951 wurde Christiansen vorzeitig entlassen und nach Deutschland abgeschoben.
Der Stadtrat seiner Heimatstadt Wyk nahm seine Freilassung im Jahre 1951 zum Anlass, die ihm 1932 verliehene Ehrenbürgerschaft zu erneuern und eine Straße, die bereits früher seinen Namen getragen hatte, wieder nach ihm zu benennen. Dies wurde in den Niederlanden und in Dänemark mit Empörung aufgenommen. Im Mai 1980 erhielt die „Friedrich-Christiansen-Straße“ ihren alten Namen „Große Straße“ nach einer mehrmonatigen, in der Stadt Wyk umstrittenen Diskussion zurück. Die Ehrenbürgerschaft wurde ihm nicht aberkannt, da sie mit seinem Tode erloschen war.
Im März 2016 entschied der Gemeinderat von Aukrug, Christiansen die 1933 verliehene Ehrenbürgerschaft wegen seiner Teilnahme an Kriegsverbrechen symbolisch mit einem protokollierten Beschluss abzuerkennen.

## Auszeichnungen
- Preußische Rettungsmedaille am Band[8]
- Eisernes Kreuz (1914) II. und I. Klasse[8]
- Ritterkreuz des Königlichen Hausordens von Hohenzollern mit Schwertern[8]
- Pour le Mérite[8] am 11. Dezember 1917
- Hanseatenkreuz Hamburg[8]
- Goldenes Parteiabzeichen der NSDAP am 30. Januar 1939[9]
- Wehrmacht-Dienstauszeichnung IV. bis I. Klasse
- Kriegsverdienstkreuz I. Klasse
- Deutsches Kreuz in Silber[10]